# Epesses
Epesses (toponimo francese) è una frazione di 332 abitanti del comune svizzero di Bourg-en-Lavaux, nel Canton Vaud (distretto di Lavaux-Oron).

## Geografia fisica
Epesses si affaccia sul lago di Ginevra.

## Storia

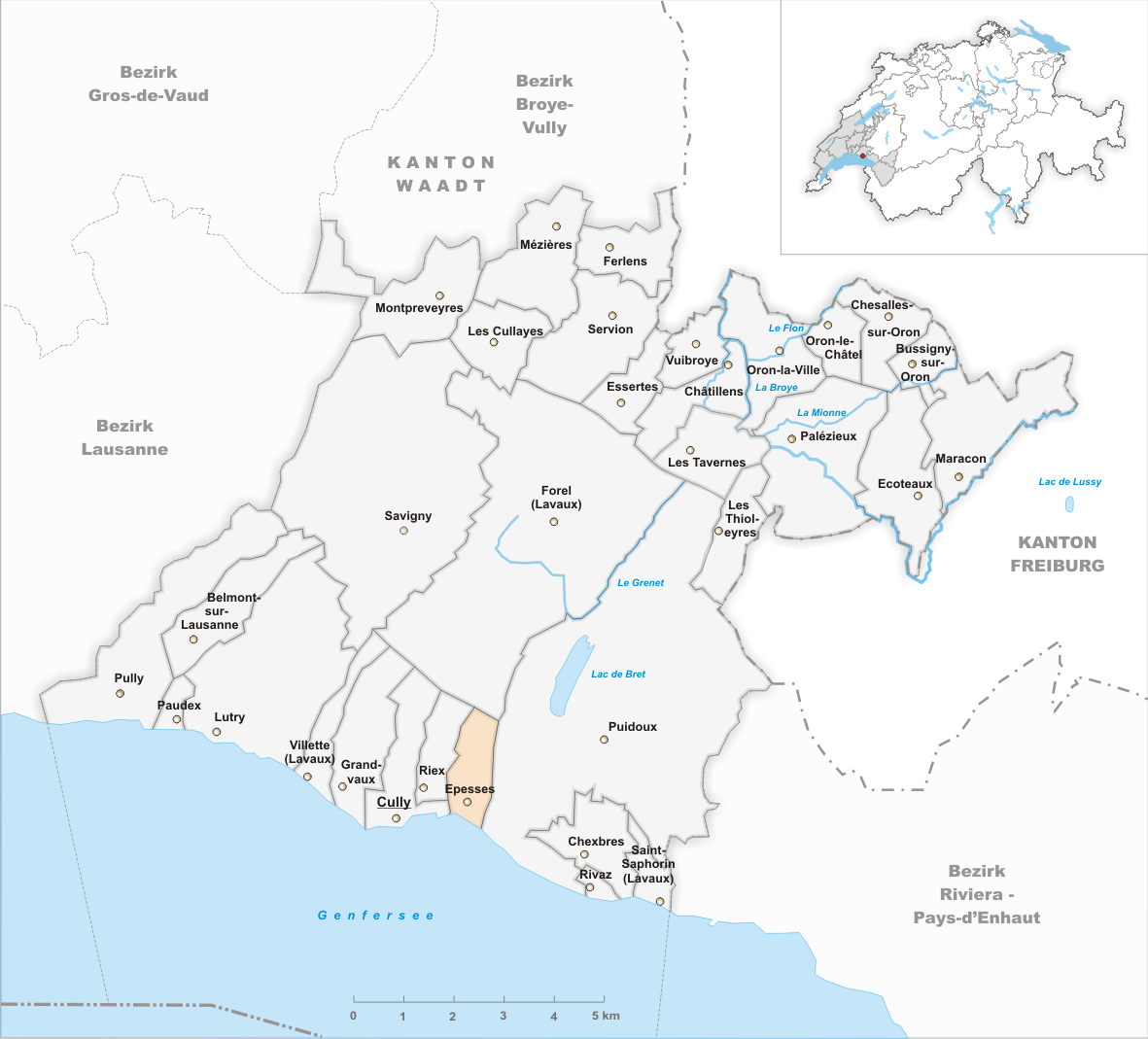
Il territorio del comune di Epesses prima degli accorpamenti comunali del 2011

Già comune autonomo istituito nel 1824 per scorporo da quello di Villette, si estendeva per 1,60 km² e comprendeva anche le frazioni di Crêt-Dessous e Crêt-Dessus. Nel 2011 è stato accorpato agli altri comuni soppressi di Cully, Grandvaux, Riex e Villette per formare il nuovo comune di Bourg-en-Lavaux.

## Monumenti e luoghi d'interesse

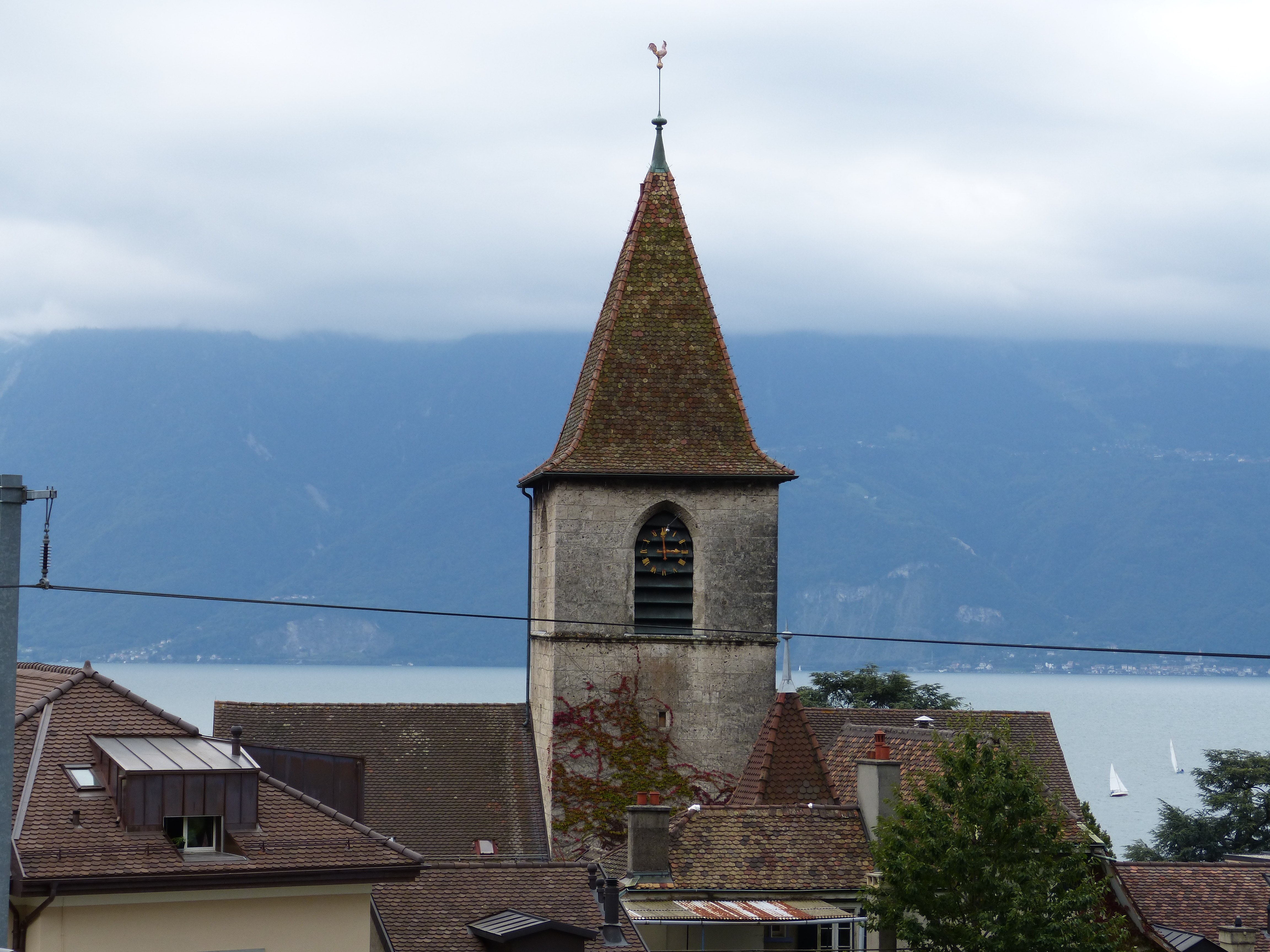
La chiesa di Santo Stefano

- Chiesa riformata di San Giacomo, eretta nel XIV-XVI secolo[1].

## Società

### Evoluzione demografica
L'evoluzione demografica è riportata nella seguente tabella:
Abitanti censiti

## Amministrazione
Ogni famiglia originaria del luogo fa parte del cosiddetto comune patriziale e ha la responsabilità della manutenzione di ogni bene ricadente all'interno dei confini della frazione.

## Infrastrutture e trasporti
Epesses è servito dall'omonima stazione, sulla ferrovia Losanna-Briga.